# Zabrus aciculatus
Zabrus aciculatus là một loài bọ chân chạy thuộc phân chi Eutroctes có ở Armenia và Thổ Nhĩ Kỳ.